# IC 1298
IC 1298 је група звијезда у сазвјежђу Орао која се налази на листи објеката дубоког неба у Индекс каталогу.
Деклинација објекта је - 1° 35' 46" а ректасцензија 19h 18m 35,4s.